# Olivier Frébourg
Olivier Frébourg (Dieppe, 14 de septiembre de 1965) es un periodista, escritor y editor francés.

## Carrera
Como periodista, ha trabajado para Libération, Le Figaro Littéraire, Géo o le Figaro Magazine.
Trabajó como asesor literario en Éditions du Rocher desde 1988 a 1990. Fue también director literario de La Table Ronde entre 1992 y 2003. Ese año fundó en Alta Normandía las Éditions des Équateurs.
Fascinado por el mar, es asimismo un gran navegador, miembro de la sociedad Écrivains de marine, grupo literario fundado por Jean-François Deniau, desde octubre de 2004.

## Obras
- 1989: Roger Nimier. Trafiquant d'insolence, éditions du Rocher, series "Les Infréquentables", ISBN 2-268-00788-X - Premio Deux Magots.
- 1991: Basse saison, Editorial Albin Michel, ISBN 2226054189 - Premio Ville de Caen.
- 1994: La vie sera plus belle, Albin Michel, ISBN 2226069615
- 1998: Port d'attache, Albin Michel, ISBN 2226095993 - Premio François Mauriac, Premio Queffélec.
- 1998: Souviens-toi de Lisbonne, La Table Ronde, ISBN 2710365316
- 2000: Maupassant, le clandestin, reprint Gallimard series "Folio" ISBN 2070419800 - Premio del Círculo del mar.
- 2001: La Normandie, National Geographic, 2004 ISBN 2845820208 - fotografías de Hélène Bamberger (National Geographic).
- 2002: Ports mythiques, Éditions du Chêne, ISBN 2842774205.
- 2002: Esquisses normandes, National Geographic, ISBN 2845820607.
- 2004: Vietnam, Chine, ISBN 2842774760 - (fotografías de Nicolas Cornet).
- 2004: Un homme à la mer, Mercure de France, ISBN 2715224974.
- 2011: Gaston et Gustave, Mercure de France, ISBN 2715232276 - Premio Décembre.[1]
- 2014: La Grande Nageuse, Mercure de France, ISBN 978-2-7152-3543-4.